# Armata de Eliberare din Kosovo
Armata de Eliberare din Kosovo sau UÇK (în albaneză Ushtria Çlirimtare e Kosovës, acronim UÇK) a fost o organizație gherilă separatistă (considerată extremistă și teroristă de către fosta Iugoslavie și apoi de către Serbia) formată din albanezi kosovari, având ca scop obținerea independenței Kosovoului față de Iugoslavia la sfârșitul anilor '90.
Campania împotriva forțelor de securitate sârbe a precipitat o mare lovitură pentru armata Iugoslaviei, ducând la războiul din Kosovo. Intervenția armatei, forțelor de securitate ale Iugoslaviei și a militanților sârbi în Kosovo a dus la exodul albanezilor kosovari și la o criză a refugiaților, determinând în cele din urmă intervenția militară NATO pentru a opri ceea ce a fost identificat (de țările NATO, organizații ale drepturilor omului, UE, și mass-media de Vest) ca fiind o campanie de purificare etnică
Conflictul s-a încheiat printr-un acord negociat care a solicitat ONU să preia administrarea și procesul politic, inclusiv clădirile instituțiilor locale, stabilind statutul final al regiunii.
UÇK a fost considerată drept organizație extremistă și teroristă de către fosta Iugoslavie  și în prezent de către Serbia.  De asemenea, UÇK a fost catalogată drept organizație extremistă și teroristă în trecut și de către ONU, de către numeroase state (inclusiv SUA ) și diverse organizații internaționale. UÇK este încă prezentă  în lista grupurilor teroriste din Baza de cunoștințe privind terorismul, MIPT⁠(en)[traduceți] și este catalogată drept organizație teroristă inactivă de către Consorțiul Național pentru Studiul Terorismului și al Răspunsurilor la Terorism⁠(en)[traduceți].

## Istorie
În februarie 1996, UÇK a întreprins o serie de atacuri împotriva obiectivelor sârbe, incluzând poliția sârbă, birouri guvernamentale și locuințe ale civililor sârbi din vestul provinciei Kosovo. Autoritățile sârbe au denunțat UÇK ca fiind o organizație teroristă, iar numărul forțelor de securitate în regiune a fost întărit.

### Voluntari externi
UÇK a primit voluntari din țări precum Suedia, Belgia, Regatul Unit, Germania, SUA, și Franța. 30-40 de voluntari din partea Asociației Internaționale de Voluntari a Forțelor Croate au participat de asemenea la antrenamente trupelor UÇK.
De obicei UÇK își răsplătea voluntarii internaționali cu un pasaj acasă, ca gest de mulțumire.

## Urmările (după 1999)
După război, organizația UÇK a fost transformată în Corpurile de Protecție ale Kosovo, lucrând alături de forțele de patrulare NATO din provincie. Succesiunea armatei UÇK rămâne puternică în Kosovo. Foștii membri joacă un rol important în politica kosovară.
Fostul lider politic al organizației, Hashim Thaçi, este în prezent președintele Partidului Democrat din Kosovo și prim-ministrul provinciei din ianuarie 2008.
Fostul lider militar al organizației, Agim Çeku a fost prim-ministru după sfârșitul războiului. Această mișcare a determinat multe contradicții în Serbia, deoarece Belgradul l-a considerat un criminal de război, cu toate acestea tribunalul de la Haga l-a condamnat .
Ramush Haradinaj, fost comandant UCK, a lucrat ca prim-ministru al provinciei pentru o perioadă scurtă de timp, înainte ca acesta să plece de bunăvoie la Tribunalul Penal Internațional pentru fosta Iugoslavie la Haga pentru a fi judecat pentru crimele sale din război, și achitat de orice acuzație.
Fatmir Limaj, un fost comandant cu grad înalt al UCK, a fost de asemenea și el la tribunalul de la Haga și achitat de orice acuzație în noiembrie 2005. În prezent este ministru al transporturilor și comunicațiilor.
Hajredin Bala, un fost gardian UÇK, a fost condamnat pe 30 noiembrie 2005, la 13 ani de închisoare pentru rele tratamente împotriva a trei prizonieri în lagărul de prizonieri din Llapushnik, pentru rolul pe care l-a jucat în „întreținerea și punerea în aplicare a condițiilor inumane” ale lagărului, complicitate la torturarea unui prizonier, precum și participarea la uciderea a nouă prizonieri din lagăr, care au fost duși în marș forțat pe muntele Berisha și uciși pe 25 sau 26 iulie 1998. Bala a făcut apel împotriva sentinței, iar apelul este în continuare în așteptare.

## Vezi și
- Bombardamentele NATO în Iugoslavia
- Forțele armate ale Albaniei
- KFOR
- Terorism
- Narcoterorism
- Separatism
- Crimă de război
- Distrugerea patrimoniului sârb din Kosovo⁠(en)[traduceți]
- Persecuția sârbilor⁠(en)[traduceți]
- Lista masacrelor din Kosovo⁠(en)[traduceți]
- Pierderile civile din timpul Operațiunii Forțelor Aliate⁠(en)[traduceți]
- Sali Butka
- Partidul Fascist Albanez
- Balli Kombëtar⁠(en)[traduceți]
- Vulnetari⁠(en)[traduceți]
- Divizia 21 de Munte Waffen SS Skanderbeg (prima albaneză)⁠(en)[traduceți]
- Miliția Fascistă Albaneză⁠(en)[traduceți]
- Tineretul Fascist Albanez⁠(en)[traduceți]